# Verum proximum
Verum proximum är en kräftdjursart som först beskrevs av Henry Augustus Pilsbry 1907.  Verum proximum ingår i släktet Verum och familjen Scalpellidae. Inga underarter finns listade i Catalogue of Life.